# Gundemar

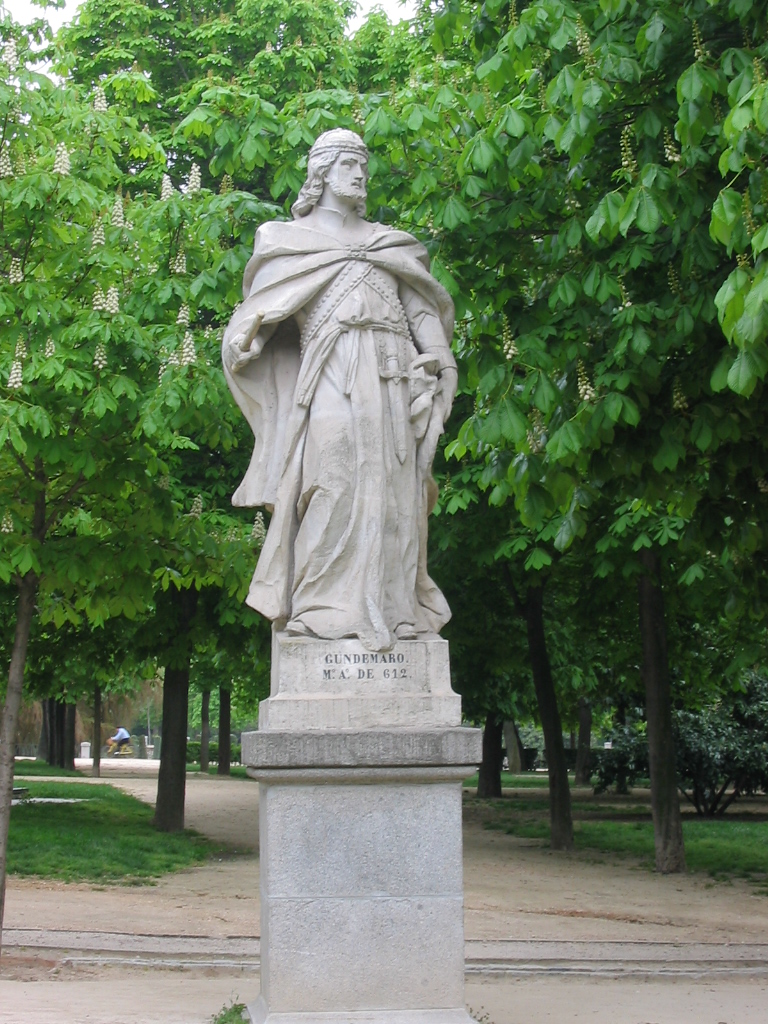
Statua Gundemara. Madryt.

Gundemar (ur. ?, zm. w 612) – król Wizygotów w latach 610-612.
Był prawdopodobnie, wraz z Witerykiem, zamieszany w spisek, który doprowadził do obalenia i śmierci króla Liuwy II.
Po śmierci Witeryka, wstąpił na tron. Kontynuował przymierze swojego poprzednika, skierowane przeciwko Teuderykowi II, królowi Franków. Krótkie panowanie Gundemara jest znaczące z dwóch powodów. Pierwszym z nich jest przeniesienie siedziby metropolii z Kartageny do Toledo, co pozwoliło na nawiązanie bliższych kontaktów biskupów i władcow. Drugim powodem jest zachowanie się z tych czasów zbioru siedmiu listów, autorstwa księcia prowincji Narbonensis - Bulgara. Izydor z Sewilli, w swojej Historia Gothorum, wspomina o wyprawach Gundemara przeciwko Bizantyjczykom i Baskom. Zmarł śmiercią naturalną.